# 布林斯梅德 (北达科他州)
布林斯梅德（英語：Brinsmade），是美国北达科他州下属的一座城市。根据2010年美国人口普查，该市有人口35人。